# Rynek euroobligacji
Rynek euroobligacji (ang. Eurobond market) – obejmuje transakcje obligacjami na okaziciela denominowanymi w innych walutach niż waluta kraju, w którym są emitowane lub w którym się nimi handluje (np. euroobligacje dolarowe, euroobligacje jenowe, euroobligacje funtowe). Umożliwia to przezwyciężenie przeszkody spowodowanej występującymi niekiedy administracyjnymi ograniczeniami emisji pożyczek obligacyjnych w walutach krajowych. Operacje takie zaczęły się realizować w latach sześćdziesiątych XX wieku, kiedy to w 1963 spółka Autostrade dokonała emisji, o wartości 15 milionów USD, skierowanej na międzynarodowe rynki.
Centrum opisywanego eurorynku, podobnie jak rynku eurowalutowego, znajduje się w Londynie, zaś transakcje przeprowadzane przy użyciu euroobligacji są rozliczane przez Clearstream lub Euroclear, które stanowią instytucje pełniące rolę depozytariusza oraz izby rozliczeniowej, które zostały stworzone przez banki zainteresowane rozwojem tego segmentu rynku.
Rynek euroobligacji nie stanowi prostego rozwinięcia rynku eurowalutowego o różne terminy zapadalności. Na rynku eurowalutowym największe podmioty stanowią banki i to one ponoszą ryzyko niewypłacalności. Zaś na rynku euroobligacji na ryzyko wystawieni są wyłącznie pożyczkodawcy, gdyż przedmiot obrotu stanowią różnego rodzaju papiery wartościowe. Ich rynkowa cena kształtuje się na międzynarodowych giełdach w wyniku gry popytu i podaży.

## Rodzaje obligacji
- obligacje o stałym oprocentowaniu (straight bonds)
- obligacje o zmiennym oprocentowaniu (floating rate notes)
- obligacje zamienne na akcje (convertible bonds)
- obligacje z opcją objęcia w przyszłości akcji spółki będącej zarazem emitentem obligacji (bonds with warrants)

## Czynniki ryzyka występujące na rynku euroobligacji
- sytuacja finansowa emitenta
- sytuacja makroekonomiczna i polityczna w kraju emitenta
- sytuacja ekonomiczna i polityczna w skali globalnej
- zmienność na rynkach finansowych
- zmienność stóp procentowych
- zmiany kursów walut
- zmiany prawa podatkowego